# Packington Old Hall

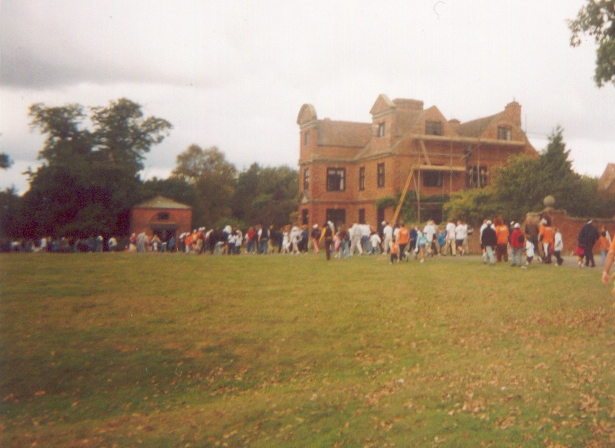
Packington Old Hall

Packington Old Hall ist ein Herrenhaus in der Siedlung Great Packington bei Meriden in der englischen Grafschaft Warwickshire. Das Haus aus dem 17. Jahrhundert hat English Heritage als historisches Bauwerk II*. Grades gelistet.

## Geschichte
Das ursprüngliche Herrenhaus ließ Sir Clement Fisher, 2. Baronet, 1679 in roten Ziegeln neu bauen. 1693 ließ sein Neffe, der 3. Baronet, ein großes Landhaus auf demselben Anwesen errichten. Dieses neue Haus wurde nun Packington Hall genannt und war ab 1729 der Sitz der Earls of Aylesford.

## Beschreibung
Das Haus mit zwei Vollgeschossen und Dachgeschoss hat einen rechteckigen Grundriss. Möglicherweise wurde eine ältere Fachwerkstruktur integriert. Die Südfassade ist Eingangsfassade und hat vier Joche; die beiden äußeren Joche sind im Dachgeschoss mit Giebelgauben versehen, die um 1700 hinzugefügt wurden. Am zweiten Joch ist eine Vorhalle dreistöckige angebaut; im Erdgeschoss besitzt sie eine Eingangstüre aus Eichenholz. Die Traufen tragen das Baujahr des Hauses, 1679. Im Inneren des Hauses finden sich verzierte Decken und offene Kamine von Ende des 17. Jahrhunderts.
Der nördliche Hof ist an drei Seiten mit originalen Mauern eingefriedet. An der Nordostecke befindet sich ein altes Taubenhaus. Der kleine Hof im Westen des Hauses ist im Süden und Westen mit Ziegelmauern begrenzt, die ovale Öffnungen besitzen.